# شوشب
شوشب أو ذبابة رمحية (الاسم العلمي: Lonchaea)، جنس حشرات ذبابية من رتبة ذوات الجناحين وفصيلة الشوشبيات.